# Incilius holdridgei
Incilius holdridgei е вид земноводно от семейство Крастави жаби (Bufonidae).

## Разпространение
Видът е ендемичен за Коста Рика.
През октомври 2008 година е обявена за „изчезнала“ от Международния съюз за защита на природата. През 2009 година тази е преоткрита.